# Super Mario Sunshine
Super Mario Sunshine (スーパーマリオサンシャイン, Sūpā Mario Sanshain) é um jogo eletrônico de plataforma desenvolvido pela Nintendo Entertainment Analysis & Development e publicado pela Nintendo para Nintendo GameCube. Foi lançado na América do Norte em agosto de 2002, nove meses após o lançamento do GameCube.
O jogo se passa na ilha tropical Delfino, onde Mario, Toadsworth, Princesa Peach e cinco Toads estão tirando férias. Um vilão parecido com Mario, conhecido como Shadow Mario, vandaliza a ilha com pichações e Mario é culpado pelo ocorrido. Mario é ordenado a limpar Ilha Delfino, usando um dispositivo chamado Flash Liquidizer Ultra Dousing Device (F.L.U.D.D.), enquanto salva a Princesa Peach de Shadow Mario.
Super Mario Sunshine recebeu vários elogios da crítica, com críticos elogiando os gráficos, trilha sonora e a adição de FLUDD na jogabilidade, embora alguns criticaram a movimentação da câmera do jogo. O jogo vendeu mais de cinco milhões de cópias em todo o mundo até 2006, tornando-se um dos jogos mais vendidos do GameCube. O jogo foi relançado como parte da marca Player's Choice em 2003.
Em 2020 foi relançado para Nintendo Switch por meio da coleção Super Mario 3D All-Stars.

## Enredo
Mario, Peach e Toadsworth vão à Delfino Island, uma pacífica ilha com belas praias paradisíacas e campos, cuja luz é mantida pelos Dois. Seus habitantes são Piantas e Nokis.
Enquanto isso Bowser mente ao seu filho Bowser Jr. dizendo que Peach é sua mãe. Assim, Bowser Jr. rapta Peach. Bowser Jr. usa um lenço que lhe faz transformar em Mario Sombrio, uma versão escura de Mario e um pincel mágico que Professor A. Luado lhe deu pensando que era Mario, e ele usa para pichar todas as paredes da ilha com um "M" vermelho.
Mario conhece F.L.U.D.D. (Flash Liquidizer Ultra Dousing Device ou Dispositivo Ultra Rápido de Dosagem de Líquido) que lhe ajuda. Mario é erroneamente preso pela Polícia Delfino por pensarem que ele que fez as pichações.
Mario é obrigado a limpar toda a sujeira que fez, por todos os Shine Sprites terem ido embora. Mario e F.L.U.D.D. atravessam a Ilha Delfino para conseguir os Sois e salvam a princesa de Bowser e Bowser Jr. passando por 7 cursos diferentes.